# Настенко Олексій Максимович
Олексій Максимович Настенко (27 липня 1927, село Печище, тепер Сумського району Сумської області — ?) — радянський діяч, бригадир слюсарів-складальників Сумського машинобудівного заводу імені Фрунзе Сумської області. Депутат Верховної Ради СРСР 6-го скликання.

## Біографія
Народився в селянській родині. Освіта середня. У 1945 році закінчив Сумське ремісниче училище.
З 1945 року — слюсар-інструментальник, слюсар-складальник, з 1957 року — бригадир слюсарів-складальників Сумського машинобудівного заводу імені Фрунзе Сумської області.
Потім — на пенсії у місті Сумах.